# Johann David Schöpf

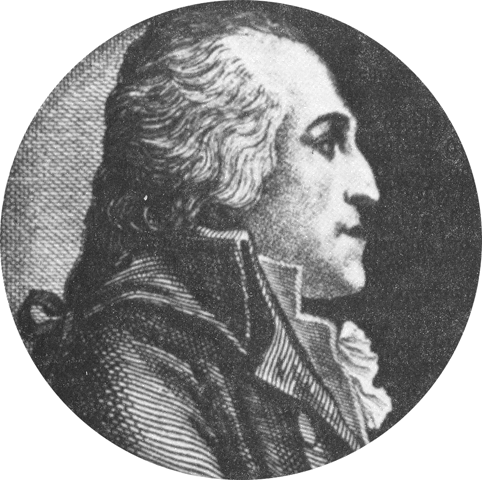
Johann David Schöpf (1752–1800)

Johann David Schöpf, auch Schoepf oder Schoepff (* 8. März 1752 in Wunsiedel; † 10. September 1800 in Bayreuth) war ein deutscher Mediziner und Naturforscher. Sein botanisches Autorenkürzel lautet „Schöpf“.

## Leben
Schöpf war Leibarzt des Markgrafen Karl Alexander von Ansbach. 1777–1783 nahm er als Chefchirurg der ansbachischen Hilfstruppen auf Seiten Englands am Amerikanischen Unabhängigkeitskrieg teil.
Nach Kriegsende bereiste er die mittleren und südlichen Staaten der USA. Im Krieg stets auf Rhode Island stationiert, gelangte er mit dem von Kaiser Joseph II. nach Amerika entsandten Botaniker Franz Joseph Märter von Philadelphia bis ins spanische Ostflorida und auf die britischen Bahamas. Nach der Rückkehr nach Europa veröffentlichte er seine Eindrücke und seine Forschungsergebnisse in mehreren Werken, worunter Reisen durch einige der mittleren und südlichen vereinigten nordamerikanischen Staaten nach Ostflorida und den Bahamainseln, unternommen in den Jahren 1783 und 1784 (1911 ins Englische übersetzt). 1789 wurde er unter dem Namen Americus II. in die Leopoldina aufgenommen.

## Werke
- Dissertatio inauguralis medica de medicamentorum mutatione in corpore humano praecipue a fluidis, Walther, Erlangen 1776 (Digitalisat).
- Von der Wirkung des Mohnsafts in der Lustseuche, nebst andern zur Arzneygelahrheit und Naturlehre gehörigen Beobachtungen Nord Amerika betreffend, Palm, Erlangen 1781 (Digitalisat).
- Beyträge zur mineralogischen Kenntniß des östlichen Theils von Nordamerika und seiner Gebürge, Palm, Erlangen 1787 (Digitalisat).
- Materia medica Americana potissimum regni vegetabilis, Palm, Erlangen 1787 (Digitalisat).
- Reise durch einige der mittlern und südlichen vereinigten nordamerikanischen Staaten nach Ost-Florida und den Bahama-Inseln, unternommen in den Jahren 1783 und 1784, 2 Theile, Palm, Erlangen 1788 (1: Digitalisat; 2: Digitalisat).
- Naturgeschichte der Schildkröten mit Abbildungen erläutert, 6 Hefte, Palm, Erlangen 1792–1801 (Digitalisat).